# Ushuaia Aerodrome
Ushuaia Aerodrome är en flygplats i Argentina. Den ligger i den södra delen av landet, 2 400 km söder om huvudstaden Buenos Aires. Ushuaia Aerodrome ligger 21 meter över havet. Arean är 274 kvadratkilometer.
Terrängen runt Ushuaia Aerodrome är varierad. Havet är nära Ushuaia Aerodrome åt sydost. Närmaste större samhälle är Ushuaia, 4,8 km norr om Ushuaia Aerodrome. 